# Aconitum kusnezoffii
Aconitum kusnezoffii är en ranunkelväxtart. Aconitum kusnezoffii ingår i släktet stormhattar, och familjen ranunkelväxter.

## Underarter
Arten delas in i följande underarter:
- A. k. kusnezoffii
- A. k. luferovii
- A. k. gibbiferum